# Indiai lúd
Az indiai lúd (Anser indicus) a madarak osztályának a lúdalakúak (Anseriformes) rendjébe, ezen belül a récefélék (Anatidae) családjába tartozó faj.

## Rendszerezés
Néhány taxonómus kivonja a fajt az Anser nemből, mivel annak nincs más képviselője az indiai régióban. Ezekben a rendszerekben különálló, monolitikus nembe, az Eulabeia nembe sorolják Eulabeia indica néven.
Közeli rokona a Chen nembe sorolt fajoknak, néha oda is sorolják Chen indica néven.
A fajt 1790-ben írta le John Latham.

## Előfordulása
Fészkelőterülete Közép-Ázsia magashegységeiben van. Szibéria délkeleti részén, Tibetben, Észak-India egyes részein, Mongóliában és Kína északi területein fészkel.
Telelőterülete a Himalájától délre található India déli részén, Pakisztánban, Bangladesben, Nepálban és Mianmarban.
Évente vonul a telelő és a fészkelőhelyek között, az év jelentős részében úton van.
Kóborló példányai előfordulnak Európában is. A legtöbb Európában észlelt egyedek nagy valószínűséggel állatkertekből, madárparkokból és parkokban félig vadon tartott madarakból kerülnek ki.
Költőterületén hegyvidéki tavak és folyók partján, magasan fekvő sztyeppéken él. Tibetben még 5600 méteres magasságban is költ, ez a hegyvidékeken legmagasabbra hatoló réceféle.
Telelőterületén alacsonyan fekvő mocsarakat, lassú folyású folyók partvidékét keresi fel.

## Megjelenése

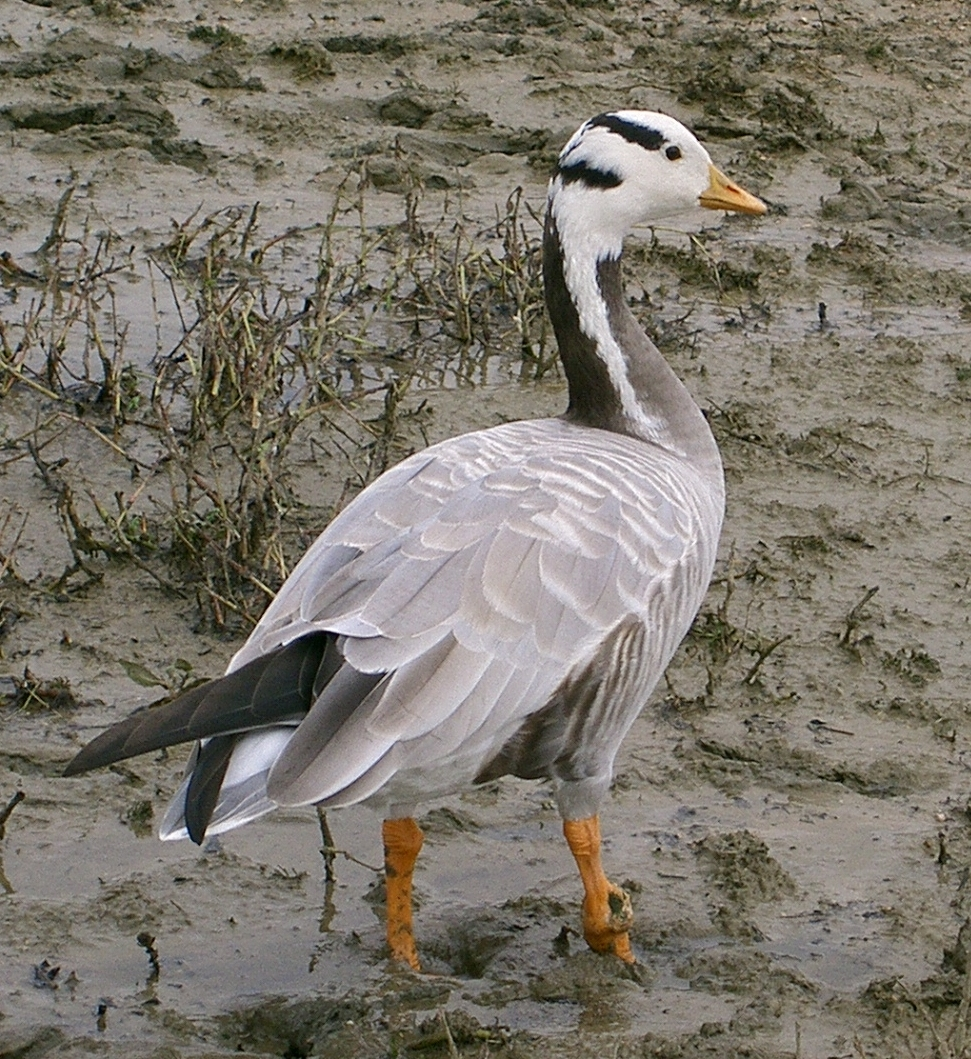

Hossza 70–75 centiméter. Nagyjából akkora, mint az Európában élő nyári lúd (Anser anser). Szárnyfesztávolsága 140–160 centiméter, testtömege 2–3 kilogramm. A tojó valamivel kisebb, mint a hím, de ezen felüli nemi kétalakúság nincs.
Feje fehér, tarkóján két jellegzetes fekete csíkkal. Az első csík a két szem között vezet át a fejtetőn, a második ezzel párhuzamos, rövidebb csík valamivel hátrébb, a tarkón át fut. Nyakának hátsó része fekete. Testének többi része, fehér hasát kivéve, jellegzetes ezüstös szürke, egészen más színű, mint a többi Anser fajé. Külső szárnyevezőtollai feketék.
Csőre és lába narancssárga. Szeme sötétbarna.
A fiókák szürke pehelytollasak, csőrük és lábuk is szürke. Hasuk sárgás színű. Felismerhetőek és megkülönböztethetőek más lúdfajok fiókáitól a fejük hátsó felén áthaladó világosbarna sávról.

## Életmódja

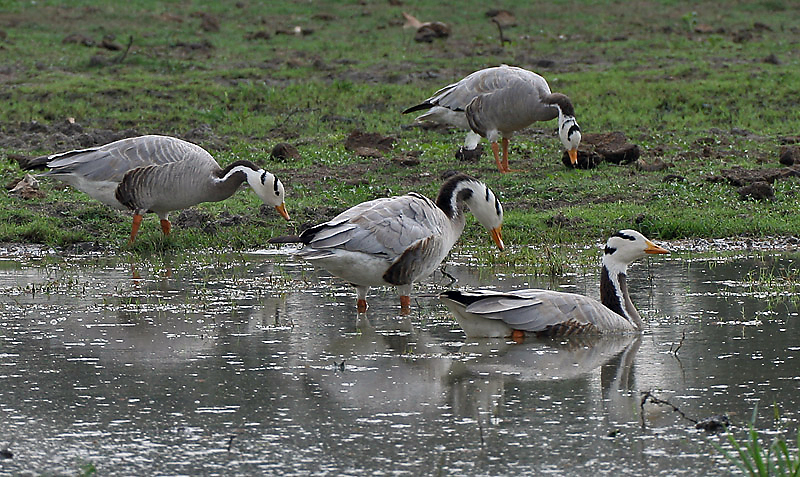
Telelőhelyükön táplálkozó indiai ludak, Bharatpur, India

Éves vonulása során (a telelőhelyekről a fészkelőhelyekre és vissza) a madaraknak rendszeresen át kell kelniük a Himalája hegyláncain. Emiatt nagy magasságokban repül, nemritkán észleltek vonuló csapatokat 9000 méteres magasságban is, sőt a Mount Everest fölött is látták már átkelni. Ezzel a legmagasabbra felhatoló madárfaj a Földön.
Szinte kizárólag növényevő. Táplálékai fűfélék és mocsári, vízparti növények és gyökereik, melyeket többnyire éjszaka fogyaszt. Téli telelőhelyein előszeretettel keresgéli a mocsári növények tápanyag raktározó föld alatti szerveit az iszapos talajban. A költőhelyre való visszatérés nagyon energiaigényes feladat. Emiatt a ludak közül egyedülállóként a felnőtt madarak is rendszeresen fogyasztanak a telelőhelyeken állati eredetű anyagokat - rovarokat, kis rákokat, puhatestűeket vagy kis halakat - , hogy fehérjéhez jussanak. A többi lúdfaj csak fiókakorban él nagyobb mennyiségű állati eredetű élelemmel.
Nagyon társaságkedvelő faj. A költési időszakon kívül nagy csapatokban él. Táplálékot többnyire éjszaka vagy napfelkelte környékén fogyaszt. Nappal pihenőhelyére vonul a csapat, ahol néhány egyed felügyelete mellett többnyire alszanak.

## Szaporodása

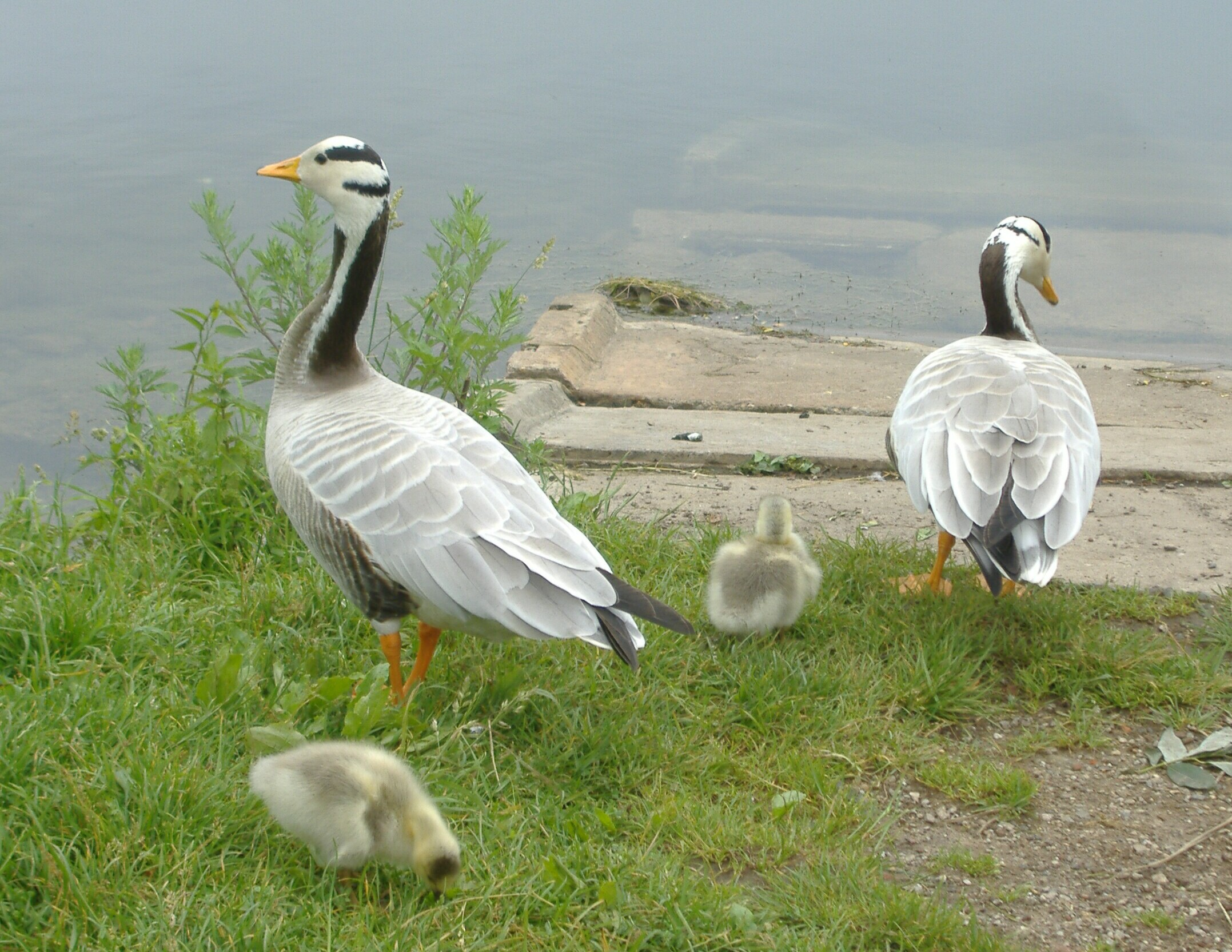
India lúdpár és fiókáik

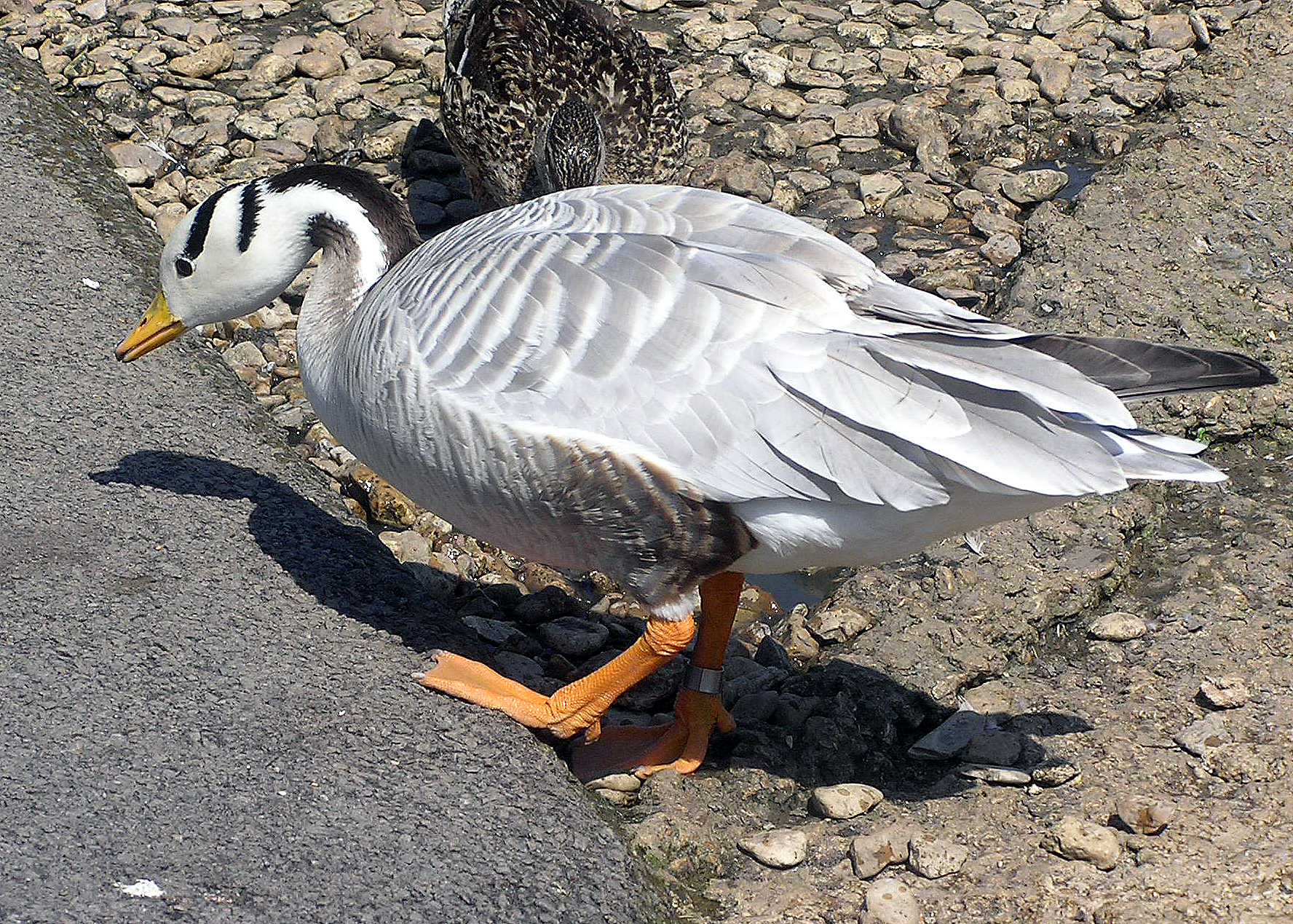

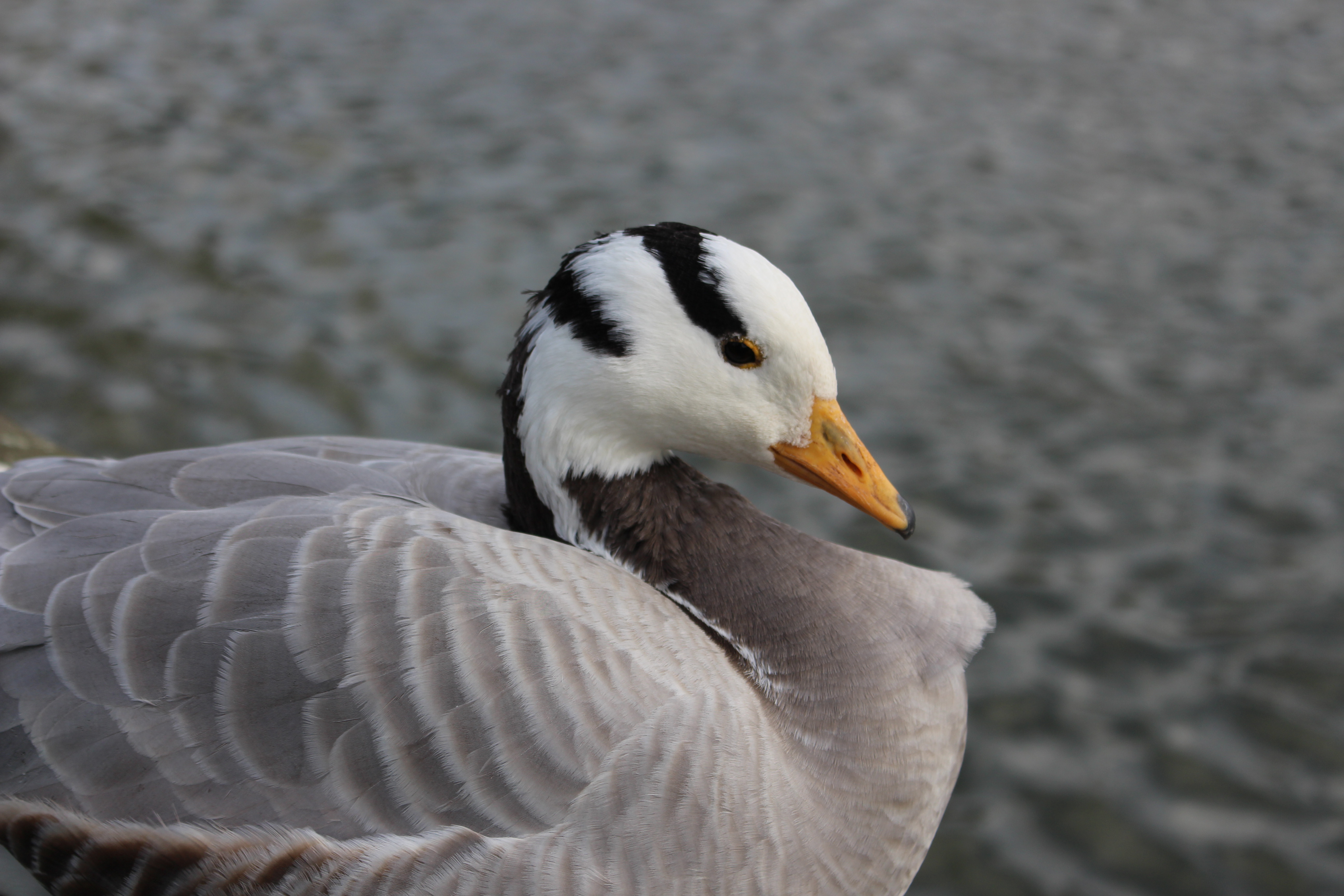

Második vagy harmadik életéveben költ először. Mint minden lúdfaj, az indiai lúd is monogám, életre szóló párkapcsolatban él. Március végén, április elején tér vissza a pár költőhelyére. Felkeresik ekkor még többnyire hóval borított korábbi fészküket. A faj kis létszámú, 10-30 párból álló laza kolóniákban költ. A fészket - mint általában a ludaknál - a tojó építi. Fészkét a sztyeppe tavainak apró szigetein, hegyvidéki mocsarakban, hegyi tavak partján, mindig víz közelben építi. Tibetben sziklák közé is fészkel.
Május-júniusban fészkel. A fészekalja 3-6 fehér tojásból áll, melyen 28-30 napig kotlik. Csak a tojó kotlik, addig a hím őrzi a fészket. A szülők közösen nevelik és féltőn óvják a fiókákat. A fiókák kikelése után a vízhez vonul a család.
A fiókák 60 nap elteltével repülnek. a szülők minden igyekezet ellenére egy-egy család többnyire csak 1-3 fiókát tud felnevelni. A fiókák röpképességének elérése után a madarak vedlenek. A szülőknél ez június közepére esik, a fiókáknál nagyjából két héttel későbbre. Ekkor rövid időre elveszti minden madár a röpképességét, mert evezőtollaikat egyszerre vedlik le. A vedlés után a fiatal madarak tollazata olyan, mint szüleiké. A család ezután együtt elindul szeptemberben a telelőhely felé. Itt a fiatal madarak együtt töltik a telelt szüleikkel a nagy csapatban.
A párválasztásnak nincs szigorúan vett rituáléja. Emiatt ha nem találnak saját fajú párt, összeállhatnak egyéb lúdfajokkal is. Elsősorban a nyári lúddal (Anser anser) alkothatnak vegyes párt, de előfordul, hogy a más nembe tartozó apácalúddal (Branta leucopsis) is összeáll. Nagyon ritkán fogságban, más alcsaládba sorolt fajokkal, így bütykös ásólúddal (Tadorna tadorna), az új-zélandi ásólúddal (Tadorna variegata) vagy az ausztrál ásólúddal (Tadorna tadornoides) is alkothat vegyes párokat.

## Kárpát-medencei előfordulása
Magyarországon a faj jelenlétét 4 esetben észlelték, de nem lehetett megállapítani, hogy vadon élő példányok-e, vagy díszmadárként tartották őket.

## Képek

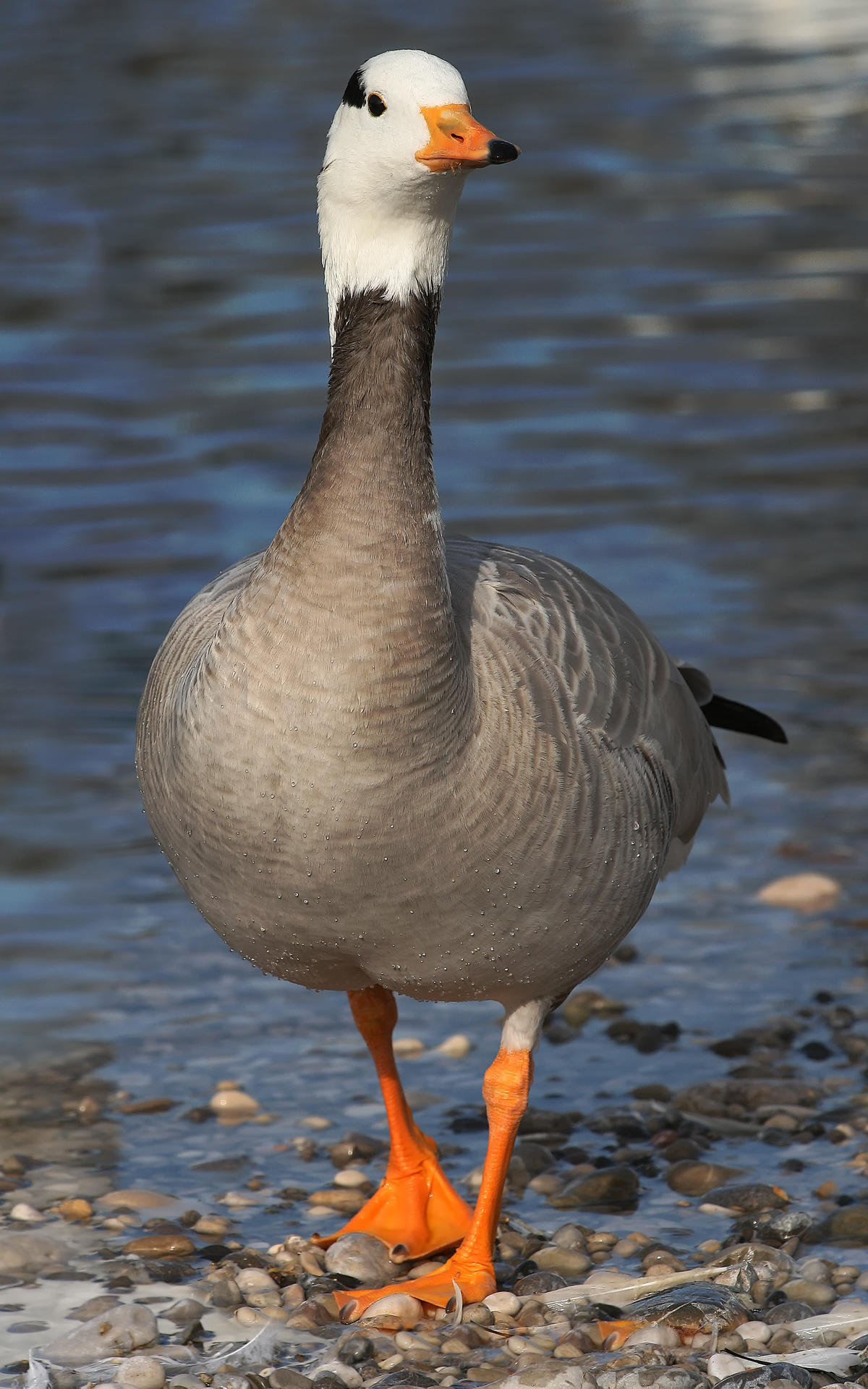
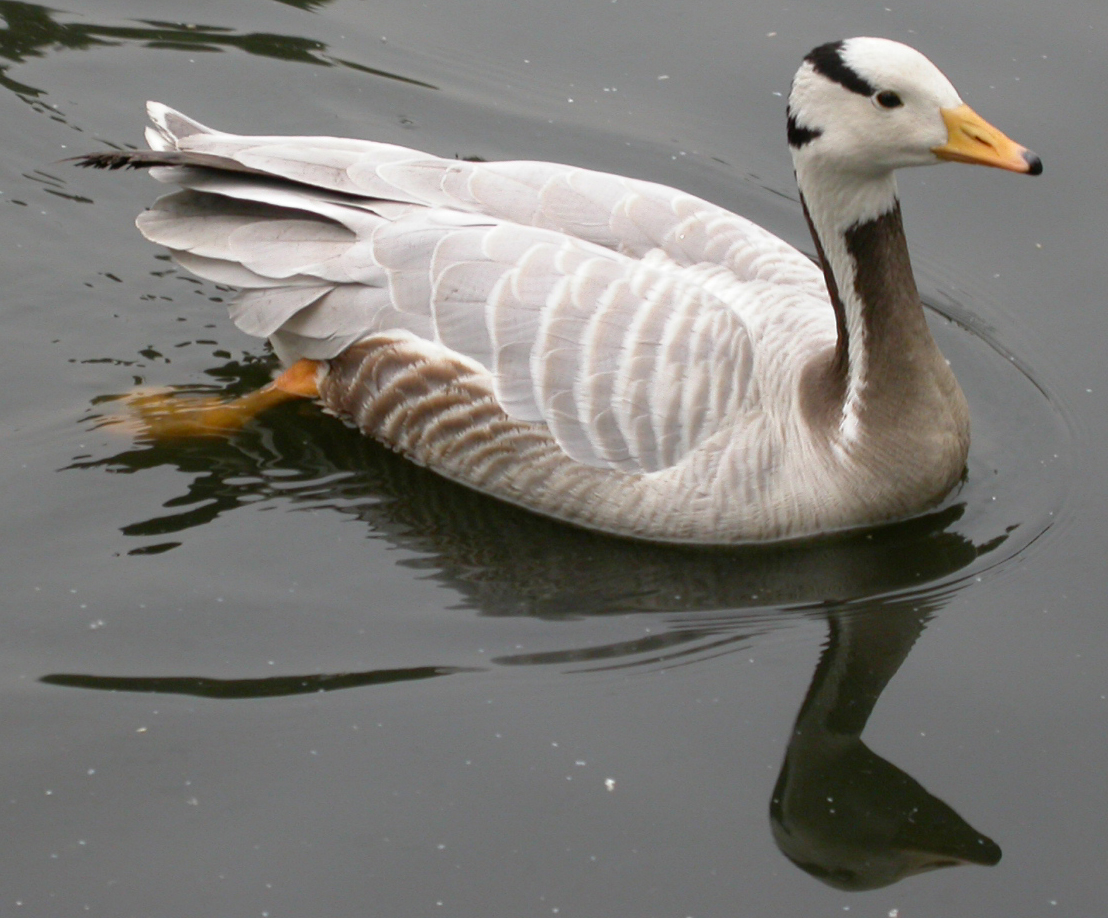
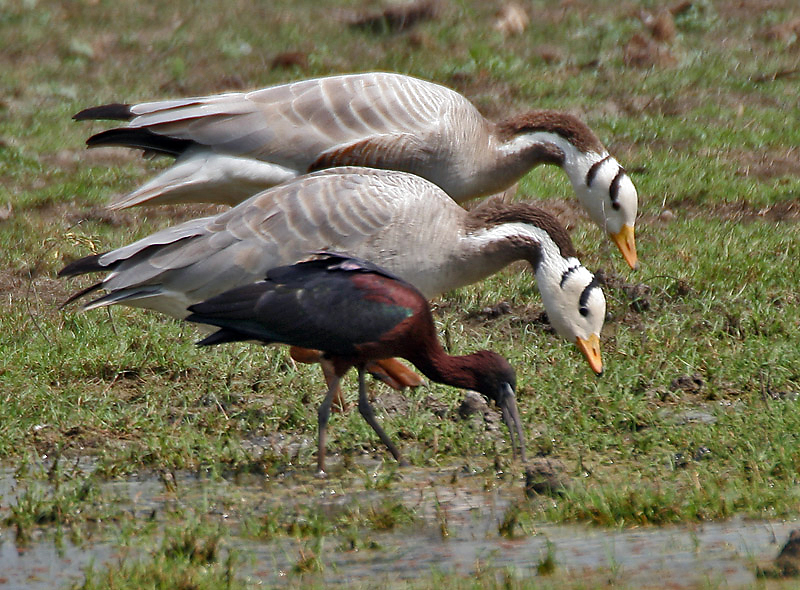
Táplálkozó indiai ludak. Előtérben egy batla (Plegadis falcinellus) látható. Bharatpur, India
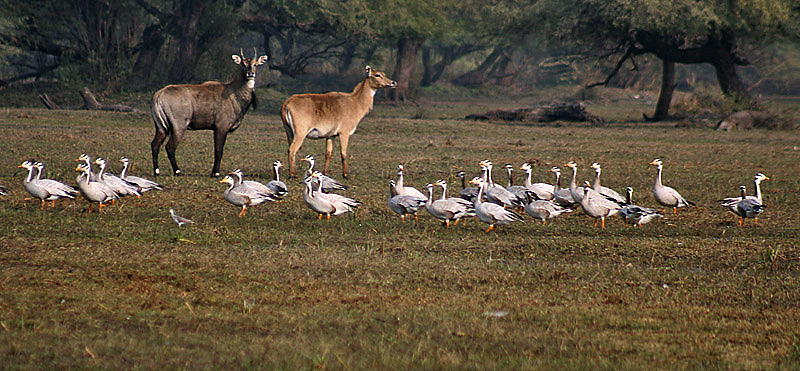
Indiai lúd csapat. Háttérben két nilgau antilop (Boselaphus tragocamelus). Bharatpur, India
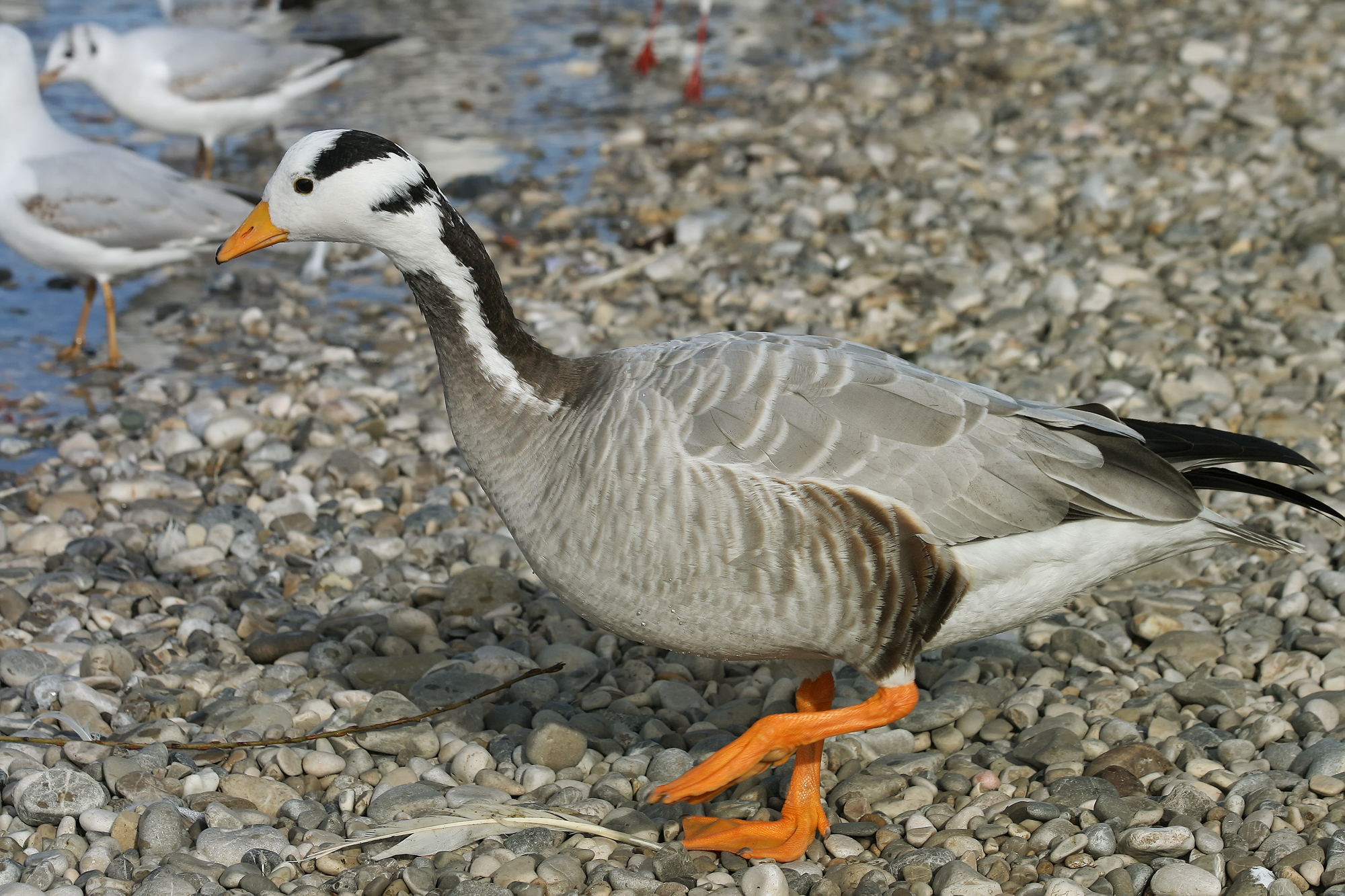
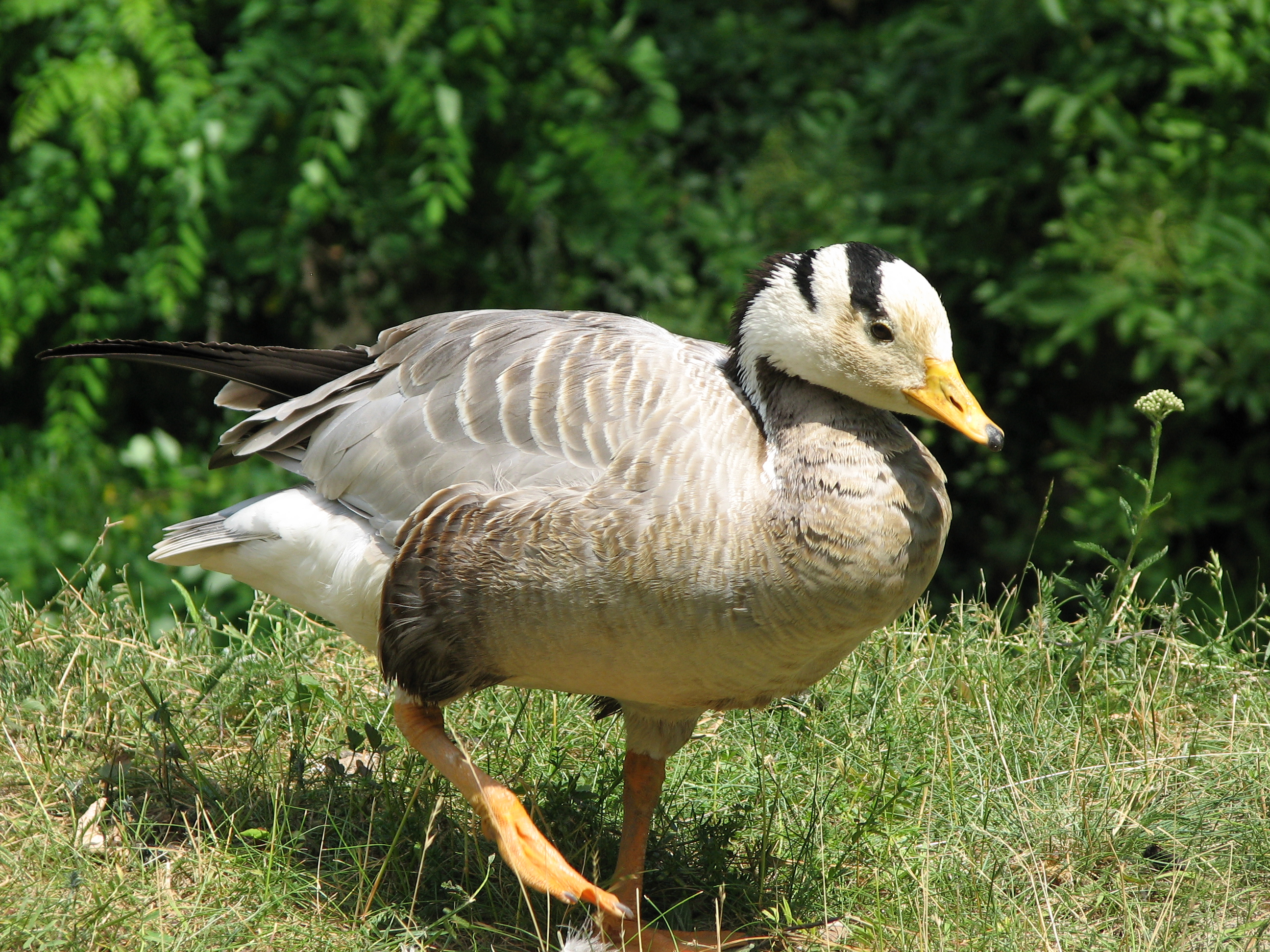
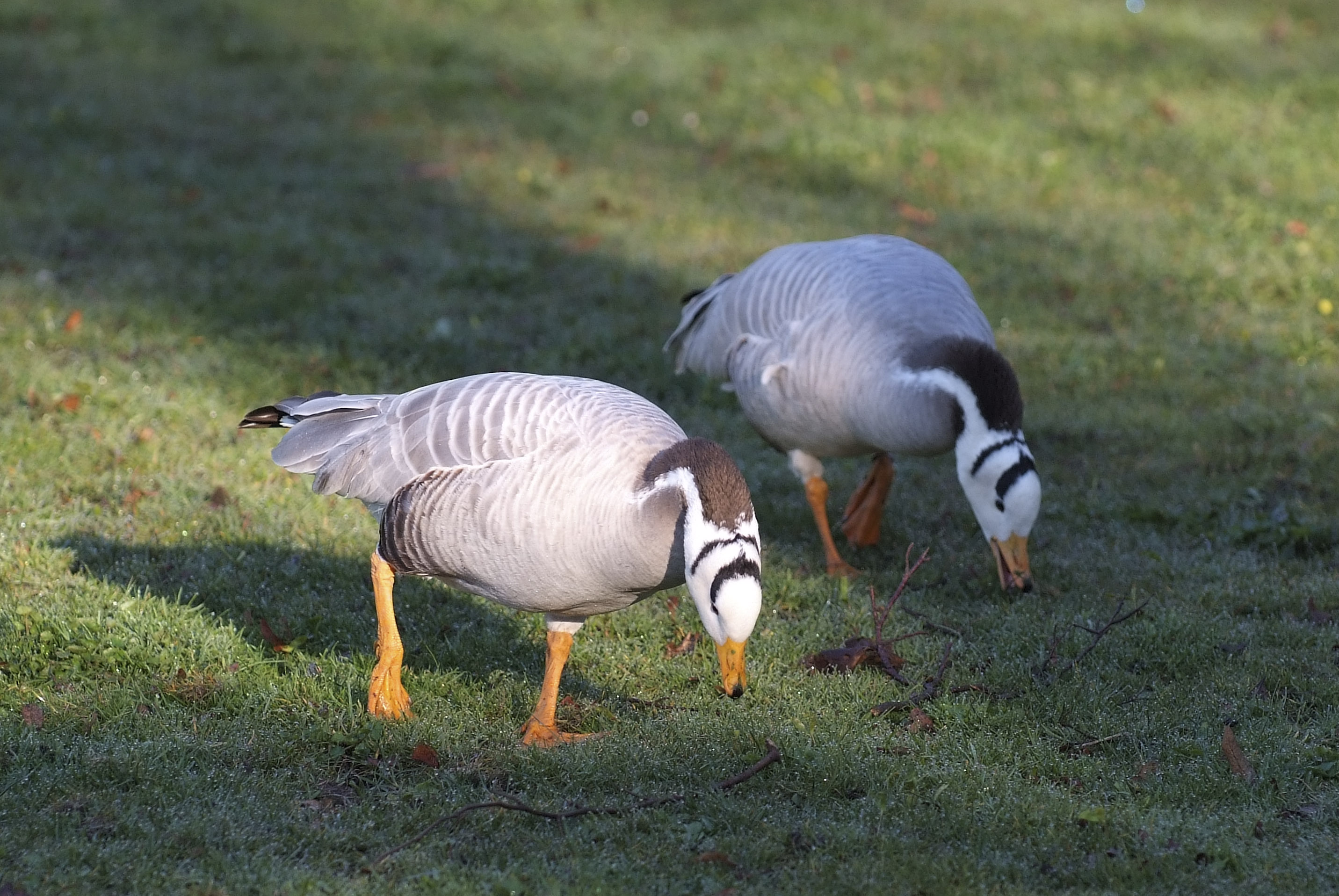
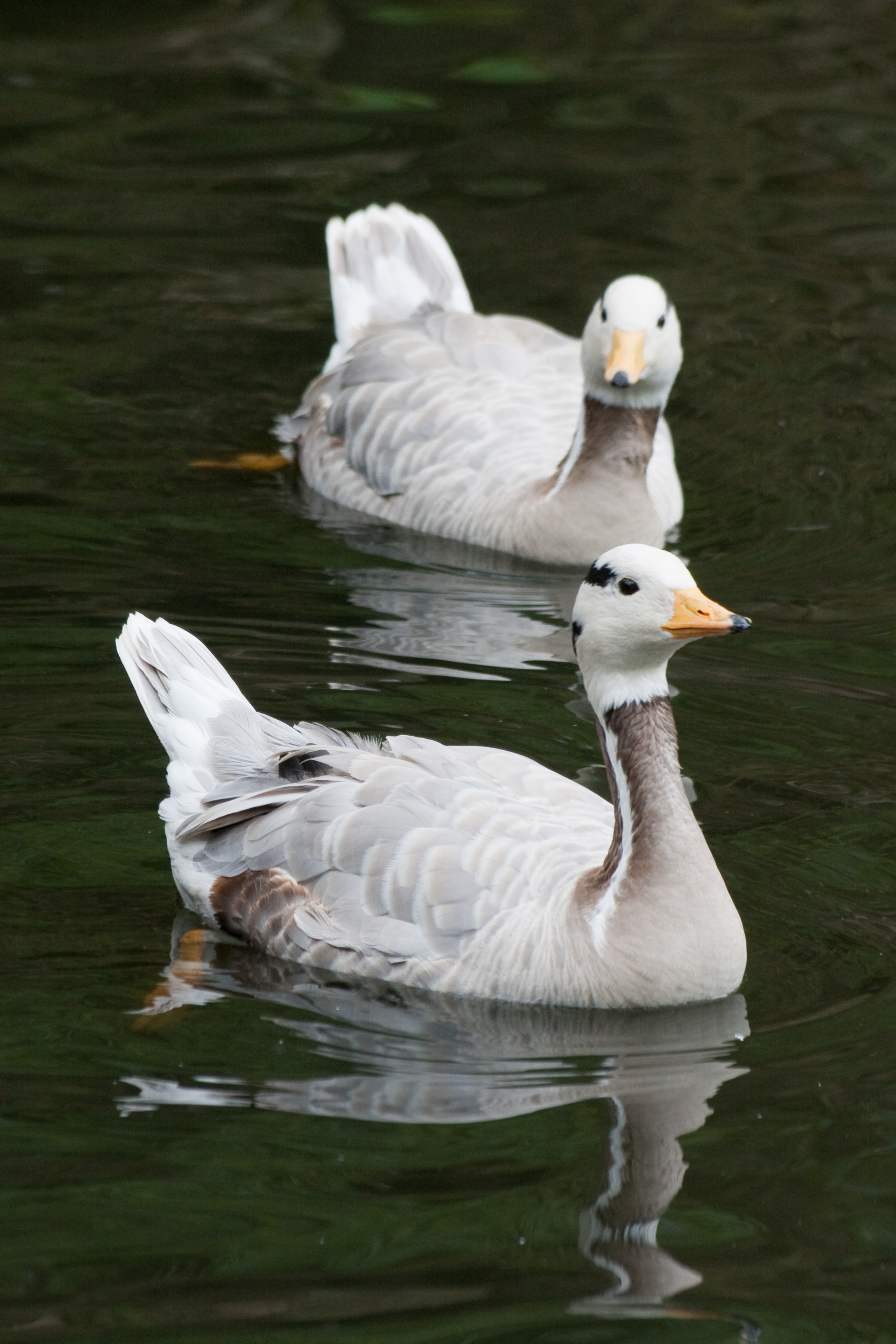
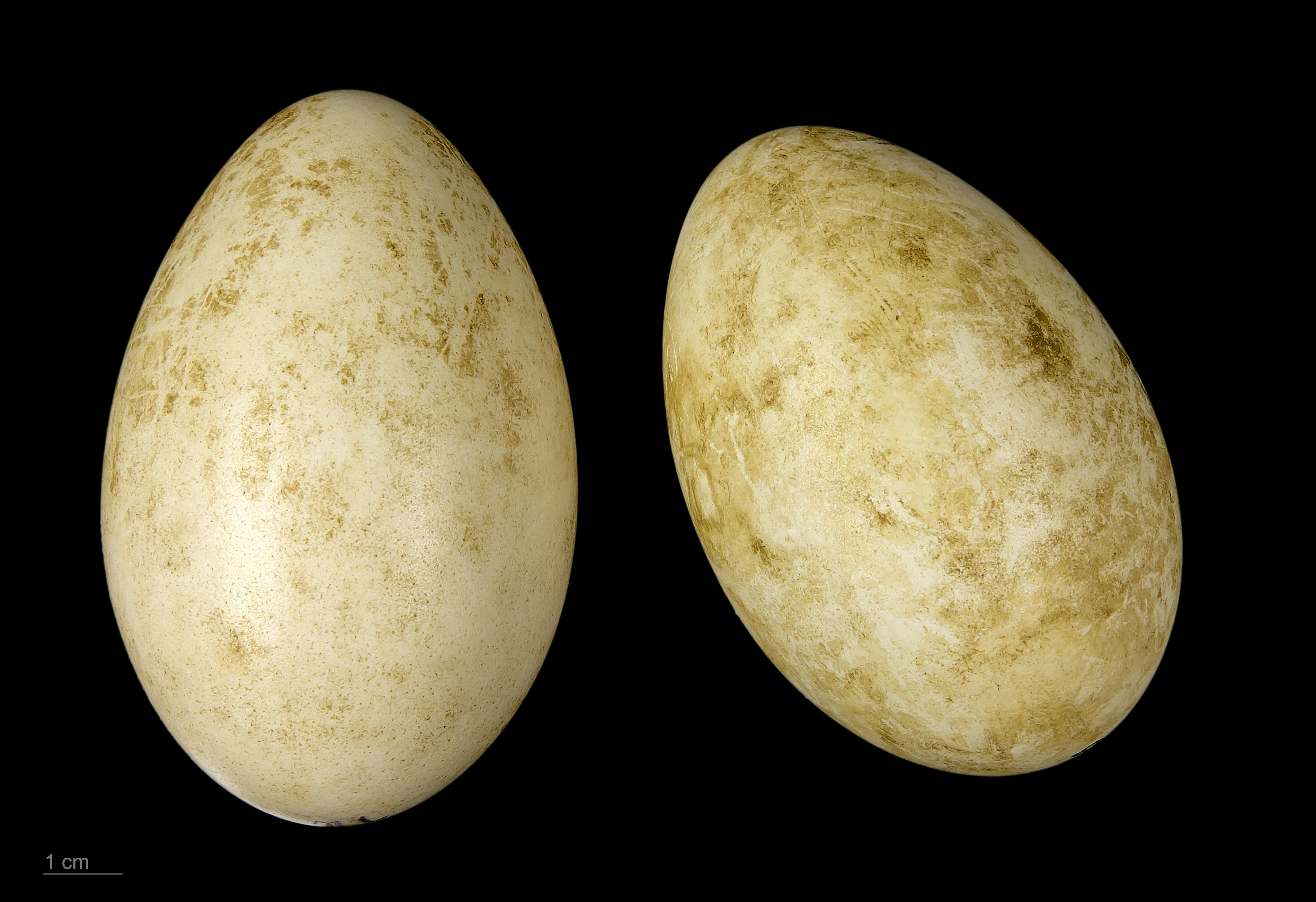
Museum specimen

## Fordítás
- Ez a szócikk részben vagy egészben  a   Streifengans című német Wikipédia-szócikk ezen változatának fordításán alapul.  Az eredeti cikk szerkesztőit annak laptörténete sorolja fel. Ez a jelzés csupán a megfogalmazás eredetét és a szerzői jogokat jelzi, nem szolgál a cikkben szereplő információk forrásmegjelöléseként.